# Omentum minus

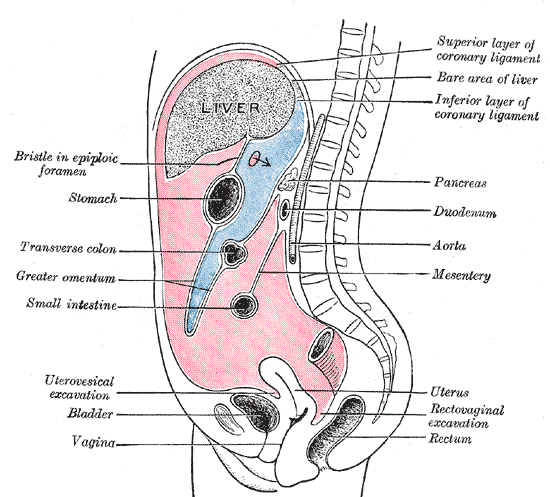
Doorsnede van het menselijk lichaam

Het omentum minus of kleine vetschort (kleine buikvliesplooi) is een onderdeel van het buikvlies en is tussen de leverpoort enerzijds en de maag en aanvangsgebied van het duodenum anderzijds gelegen. Het omentum minus bestaat uit twee onderdelen, het ligamentum hepatogastricum en het ligamentum hepatoduodenale. Het ligamentum hepatogastricum is tussen de lever en de maag gelegen, het ligamentum hepatoduodenale tussen de lever en het duodenum.
- Het ligamentum hepatogastricum verloopt tussen de kleine curvatuur (curvatura minor) van de maag (gaster) en de lever (hepar). Het vormt het grootste onderdeel van het omentum minus en verdeelt zich in een aan de kleine curvatuur gelegen ondoorzichtig deel (pars densa) en een doorzichtig deel (pars flaccida).

- Het ligamentum hepatoduodenale is het deel van het omentum minus dat tussen de lever en de twaalfvingerige darm (duodenum) gelegen is. In deze structuur verloopt ventraal de ductus choledochus (de galgang), in het midden de arteria hepatica propria (leverslagader) en dorsaal de vena portae hepatis (poortader).